# Gargouilles (bande dessinée)
Pour les articles homonymes, voir gargouille (homonymie).
Gargouilles est une série de bande dessinée jeunesse créée par le scénariste Denis-Pierre Filippi et le dessinateur Étienne Jung, auquel succède l'Italien Silvio Camboni après le premier tome. Ses sept albums ont été publiés de 2003 à 2012 par Les Humanoïdes Associés.
Camboni et Filippi ont également réalisé une série dérivé en quatre tomes, Les Mondes cachés, publiée de 2015 à 2019.

## Albums
1. Le Voyageur, 2002[2].
2. La Clé du temps, 2004[3],[4].
3. Les Gardiens, 2005[5],[6].
4. Phidias, 2006[7].
5. Le Double maléfique, 2008[8].
6. Le Livre des Mages, 2009.
7. La Dernière Porte, 2012.

## Personnages
- Grégoire : C'était un enfant de douze ans tout à fait ordinaire, quoi qu'un peu grognon et solitaire, jusqu'à ce qu'il découvre, caché sous le plancher de sa chambre, un talisman qui lui permette de voyager en 1694, puis jusqu'à une école de magie où il découvre qu'il doit devenir un mage, garant de l'équilibre entre le monde des créatures magiques et celui des hommes. Au fur et à mesure que la série avance, il découvre qu'il va jouer un rôle capital pour sauver le monde de la magie détruit par la guerre contre le mage noir.
- Edna : C'est la fille d'Agalé/Adélaïde, la tante de Grégoire et donc sa cousine. Il la rencontre pour la première fois lors de son voyage dans le passé car, dans le présent, elle est inconnue de lui et de sa famille. C'est une apprentie mage très douée, mais elle est sous l'influence de sa mère, vendue au mage noir.
- Cloé : C'est la sœur aînée de Grégoire, qui ne l'aime pas beaucoup. Au XVIIe siècle, elle s'appelle Clothilde et doit se marier bientôt. Au cours du tome 5, elle se découvre elle aussi sensible à la magie. Bien qu'ayant commencé son apprentissage plus tard que son frère, elle devient mage en même temps que lui car elle a voyagé plus longtemps dans le temps.
- Les parents de Grégoire et Cloé : Le père du XXIe siècle est un psychanalyste pour enfants qui connaît mieux ses patients que ses propres enfants. En 1694, il est forgeron et semble plus attentionné pour son fils. La mère est une femme un peu autoritaire, pas vraiment différente d'une époque à l'autre. Dans les deux cas, ils ignorent que leurs enfants sont des apprentis-mages.
- Phidias : C'est le chef des gardiens de la collégiale, laquelle sert de point de passage pour les êtres merveilleux devant quitter un monde devenu hostile depuis la mort de presque tous les mages. Il apparaît sous les traits d'une gargouille animée, comme les autres gardiens. Mais son temps est compté car la collégiale doit être détruite au cours d'un bombardement en 1694. C'était autrefois un mage, qui a été tué par le mage noir. Au cours d'un de ses voyages dans le temps, Grégoire l'a transmuté dans une statue pour le sauver et qu'il puisse accomplir son destin.
- Le mage noir : C'est un personnage mystérieux dont Grégoire et Cloé ne comprennent la véritable identité qu'à la fin du cycle. Il complote à travers le temps pour éliminer tous les mages.

## Résumé du tome 1:le Voyageur(2002)
La veille de la rentrée, Grégoire déménage en face d'une collégiale, dans la ville ou habite sa tante qu'il déteste, ce qui ne le réjouit pas du tout. Mais c'est avant qu'il ne découvre un talisman qui l'emmène au XVIIe siècle, où il découvre une autre famille semblable à la sienne, et fait connaissance avec les gardiens de la porte par laquelle les êtres magiques fuient ceux qui servent la magie noire (comme le mystérieux mage noir et la tante de Grégoire) . Les gardiens lui expliquent qu'il est un apprenti voyageur et qu'il va peut-être devenir un mage, c'est-à-dire un homme chargé de servir la magie blanche et de veiller sur le monde des êtres merveilleux et sur celui des humains pour qu'ils ne se détruisent pas. C'est pour Grégoire le début d'une formation parfois difficile.

## Série dérivée
Les Mondes cachés est la suite directe des aventures de Grégoire. Ce dernier a un peu grandi et doit maintenant gérer l'héritage des anciens mages, tout en en découvrant de nouveaux.

### Documentation
- Denis-Pierre Filippi (int.), Silvio Camboni (int.) et Yaneck Chareyre, « Retour attachant aux mondes cachés », ZOO, no 74,‎ novembre-décembre 2019, p. 4-5.